# Mughiphantes varians
Mughiphantes varians är en spindelart som först beskrevs av Kulczynski 1882.  Mughiphantes varians ingår i släktet Mughiphantes och familjen täckvävarspindlar. Inga underarter finns listade i Catalogue of Life.